# 卡斯蒂爾 (紐約州)
卡斯蒂爾（英語：Castile）是一個位於美國紐約州懷俄明縣的鎮。

## 人口
根據2020年美國人口普查的數據，卡斯蒂爾的面積為122.01平方千米，當中陸地面積為121.74平方千米，而水域面積為0.27平方千米。當地共有人口2711人，而人口密度為每平方千米22人。